# Павел Пйотр Філіпович
Павел Пйотр Філіпович (пол. Paweł Piotr Filipowicz; 29 червня 1897, Перемишль — квітень 1940, Харків) — польський офіцер, полковник артилерії.

## Біографія
Син Антонія Філіповича та Юстини, уродженої Дерповської. Він був молодшим братом бригадного генерала Юліана Філіповича та полковника артилерії Тадеуша Філіповича, також убитого в 1940 році в Харкові. У 1914 році, після закінчення реального училища у Лемберзі, він розпочав ветеринарне навчання у Відні.
10 лютого 1915 року він вступив до Польських легіонів і був призначений до 2-го кавалерійського ескадрону. 24 березня 1917 року його призначили ветеринарним фенріхом.
У 1918 році він добровольцем пішов до Польської армії і був призначений до 5-го польового артилерійського полку, в лавах якого він воював у польсько-радянській війні.
Після війни він залишався у 5-му польовому артилерійському полку, де у 1924 році був підвищений до звання капітана зі старшинством 1 липня 1923 року. 20 травня 1924 року його призначили на шість місяців до районної комендатури Городка для завершення військової підготовки. У травні 1925 року призначений до районної комендатури Нисько другим офіцером. У липні того ж року він повернувся до свого рідного полку.
З 1928 по 1930 рік він служив у Навчальному артилерійському центрі в Торуні. 1 квітня 1930 року призначений на п'ятимісячний курс командирів дивізіонів у Навчальний артилерійський центр. 2 грудня 1930 року підвищений до майора зі старшинством 1 січня 1931 року, він посів 18-те місце в офіцерському корпусі артилерії. У січні 1931 року його перевели до 16-го польового артилерійського полку (перейменованого на 16-й легкий артилерійський полк 31 грудня того ж року) у Грудзьондзі на посаду командира ескадрону. У червні 1933 року його перевели на посаду квартирмейстера полку. У квітні 1935 року знову переведений на посаду командира ескадрону. У 1936 році його перевели до 29-го легкого артилерійського полку на посаду командира ескадрону. З 19 березня 1939 року присвоєно звання підполковника зі старшинством, і він посів 9-те місце в офіцерському корпусі артилерії. У цей час він командував 1-м ескадроном свого полку. Після вторгнення радянських військ до Польщі його захопили в полон радянські війська за невідомих обставин. Його тримали в таборі в Старобільську. Навесні 1940 року його вбили співробітники НКВС у Харкові й таємно поховали в безіменній братській могилі в П'ятихатках, де з 17 червня 2000 року офіційно розміщується Меморіал жертв тоталітаризму в Харкові. Він занесений до списку НКВС у Старобільську, пункт 3485.

## Нагороди
- Хрест Хоробрих — нагороджений двічі.
- Пам'ятна медаль учаснику війни 1918-1921 років
- Медаль «Десятиліття здобутої незалежності»
- Хрест Незалежності (2 серпня 1931)
- Золотий хрест Заслуги (1938)

## Вшанування пам'яті
5 жовтня 2007 року міністр національної оборони Александер Щиґло посмертно підвищив його до звання полковника. Про підвищення було оголошено 9 листопада 2007 року у Варшаві під час церемонії «Пам'ятаємо Катинь — вшануймо пам'ять Героїв».